# Česká spojka
Česká spojka (ang. titul: Bad Company) je americký akční komediální film z roku 2002, který natočil Joel Schumacher.

## Děj
Gaylord Oakes, agent CIA, dostal za úkol udělat ze zlodějíčka Jakea Hayese jeho špionážní identické dvojče Kevina Popea, kterého při misi zabili v Praze. Ruský překupník totiž prodává nukleární zbraně a aby jej dopadli, musí Gaylord se svými kolegy Jakea vycvičit ve schopnosti jeho bratra, což se ukáže jako nelehké.